# دموقليس
دموقليس (/ˈdæməkliːz/، وتُنطق: Dāmoklē̂s، وتعني حرفيا: «الشهرة بين الناس»؛ (بالإنجليزية: Damocles)‏؛ /ˈdæməkliːz/؛ عاش في القرن 4 ق م) كان خطيباً مفوهاً وعضوًا ببلاط ديونيسيوس الثاني حاكم سيراقوسة بصقلية من سنة 367 إلى 344 ق.م.. وقد ورد ذكره في حكاية واحدة، هي «سيف ديموقليس»، ومفادها أن ديموقليس كان متملقًا مغاليًا، فحسب شيشرون الخطيب الروماني: «إن ديموقليس غالى في وصفه لسعادة وحظ ديونيسيوس». لتلقين ديموقليس درسًا، دعاه ديونيسيوس إلى حفل كبير، وبعدما أخذ مقعده، وجد ديموقليس سيفًا معلقًا بشعرة واحدة متدل فوق رأسه، وظل ذلك يعبر عن الخطر المستمر الذي يواكب الثروة والسعادة المادية التي يهتم بها. وقد أصبح سيف ديموقليس مثلاً يضرب للتهديد بالخطر.
الحكاية يبدو أنها كانت جزءاً من تاريخ مفقود لـصقلية كتبه تيمايوس من تاورومنيوم (ح. 356-260 ق.م.). وقد يكون قد قرأها الخطيب الروماني شيشرون في كتاب ديودور الصقلي. وقد استخدمها شيشرون في خطبته "Tusculanae Disputationes"، ومن خلالها صارت مضرباً للأمثال في الثقافة الأوروبية.

## سيف ديموقليس
ديموقليس في الحكاية كان خطيباً متزلفاً في بلاط ديونيسوس الثاني من سيراقوسة، طاغية سيراقوسة بإيطاليا في القرن الرابع ق.م. ومن تزلفه للملك، تعجب ديموقليس من أن رجلاً عظيم القوة والسلطة تحيط به العظمة، ففوق ذلك فهو محظوظ جداً. فعرض ديونيسيوس على ديموقليس أن يتبادلا مكانيهما، حتى يتذوق ديموقليس بنفسه حظ الملك. فسارع ديموقليس على الفور بقبول عرض الملك. وجلس ديموقليس على عرش الملك محاطاً بكل الجاه والأبهة، إلا أن ديونيسيوس رتـَّب أن يـُعلـَّق سيف فوق العرش، مربوط من طرفه بشعرة واحدة من ذيل حصان. فما أن استوعب ديموقليس ذلك، حتى ترجى الملك أن يسمح له بترك العرش، لأنه لم يعد يتمنى أن يكون محظوظاً بتلك الدرجة.
وهكذا نجح ديونيسيوس في نقل شعور الخوف الدائم الذي يعيش فيه الرجل العظيم. وقد استخدم شيشرون هذه القصة ليختم بها سلسلة من الأمثلة المتباينة للوصول إلى الاستنتاج الذي كان يسعى إليه في خطبته الخامسة بعنوان «الاختلاف»، والذي كان موضوعها هو أن الفضيلة تكفي للعيش سعيداً. والتي يسأل فيها:
وصار سيف ديموقليس يمثل الخطر الداهم الذي يظل معلقاً فوق رأس الشخص الثري طوال الوقت، فلا يهنأ بثروته.

## الهوامش
1. ↑  Cicero.
2. ↑  Westall.
3. ↑  "The sword of Damocles". Articles on Ancient History. مؤرشف من الأصل في 2017-01-17. اطلع عليه بتاريخ 2008-01-26.
4. ↑  "virtutem ad beate vivendum se ipse esse contentam" (5.1); Mary Jaeger, "Cicero and Archimedes' Tomb" The Journal of Roman Studies 92 (2002:49–61) discusses the Damocles anecdote pp. 51f.
5. ↑  "Satisne videtur declarasse Dionysius nihil esse ei beatum, cui semper aliqui terror impendeat?" Cicero, Tusculan Disputations 5.62.

## وصلات خارجية
- Cicero، Tusculan Disputations (translation)، Livius.org، V. 61، مؤرشف من الأصل في 2017-01-17.
- Westall، Richard، The sword of Damocles (painting)، Ackland Art Museum، UNC.